# Krukt vicoopsae
Krukt vicoopsae là một loài nhện trong họ Zoropsidae.
Loài này thuộc chi Krukt. Krukt vicoopsae được Raven & Stumkat miêu tả năm 2005.